# Salle de Nador
 (avril 2025).
La Salle de Nador (en arabe : قاعة الناظور) est une salle de basket-ball doté d'une capacité de 2 500 places située à Nador.
Elle accueille chaque année les matchs de l'équipe de basket-ball de l'Ithri Rif de Nador.

## Note et référence
1. ↑  worldstadiums.com